# Communauté d'agglomération Royan Atlantique
Pour les articles homonymes, voir CARA.
La communauté d'agglomération Royan Atlantique (CARA) est une communauté d'agglomération française, située dans le département de la Charente-Maritime et la région Nouvelle-Aquitaine.

## Historique
Le SIVOM de la presqu'île d'Arvert et de la Côte de Beauté est créé le 28 octobre 1968. Réunissant alors 21 communes de l'agglomération royannaise, il a pour premier président Jean-Noël de Lipkowski.
Ses compétences sont élargies par arrêté le 27 décembre 1995 par la création de la communauté de communes du Pays royannais, qui deviendra communauté d'agglomération par arrêté du 12 novembre 2001. Les communes de Médis et Saujon la rejoignent le 28 décembre de la même année.
Au 1er janvier 2013, trois nouvelles communes rejoignent la CARA : Saint-Romain-de-Benet, Sablonceaux et Corme-Écluse. Le 1er janvier 2018, les communes de Floirac et de Saint-Romain-sur-Gironde fusionnent et donnent naissance à la commune nouvelle de Floirac.

## Territoire communautaire

### Géographie physique
Située à l'ouest  du département de la Charente-Maritime, la communauté d'agglomération Royan Atlantique regroupe 33 communes et présente une superficie de 603,9 km2.
- Superficie : 603,92 km2, soit 8,8 % du département de la Charente-Maritime.

- 4 canton(s) concerné(s) : canton de Royan, canton de Saujon, canton de la Tremblade et canton de Saintonge Estuaire (en partie).
- 33 communes dont :
- 14 ville(s) de plus de 2 000 habitants (en 2010) : Arvert, Breuillet, Cozes, Étaules, La Tremblade, Médis, Meschers-sur-Gironde, Royan, Saint-Georges-de-Didonne, Saint-Palais-sur-Mer, Saint-Sulpice-de-Royan, Saujon, Semussac et Vaux-sur-Mer.

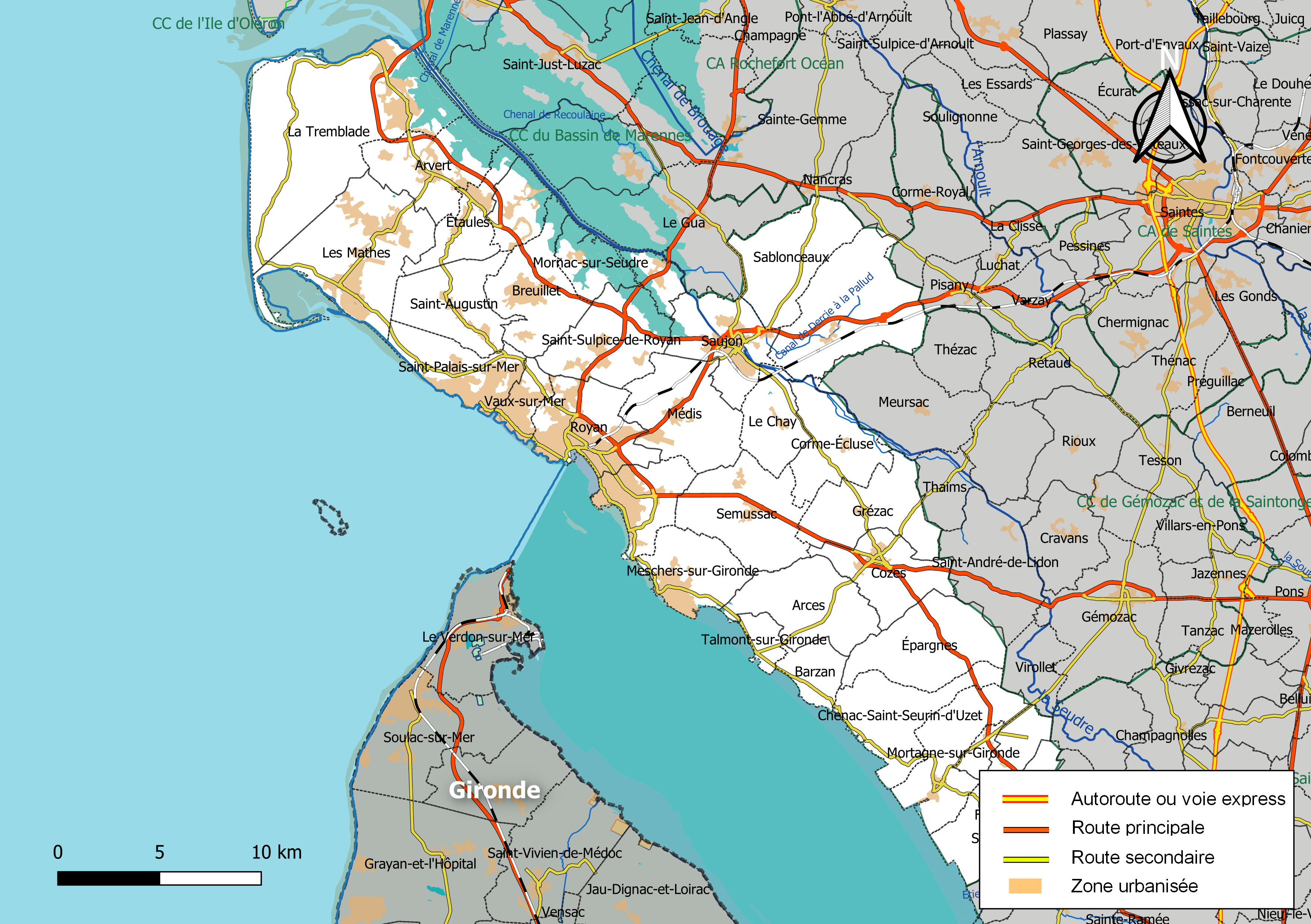
Carte de la communauté d'agglomération Royan Atlantique au 1er janvier 2019.

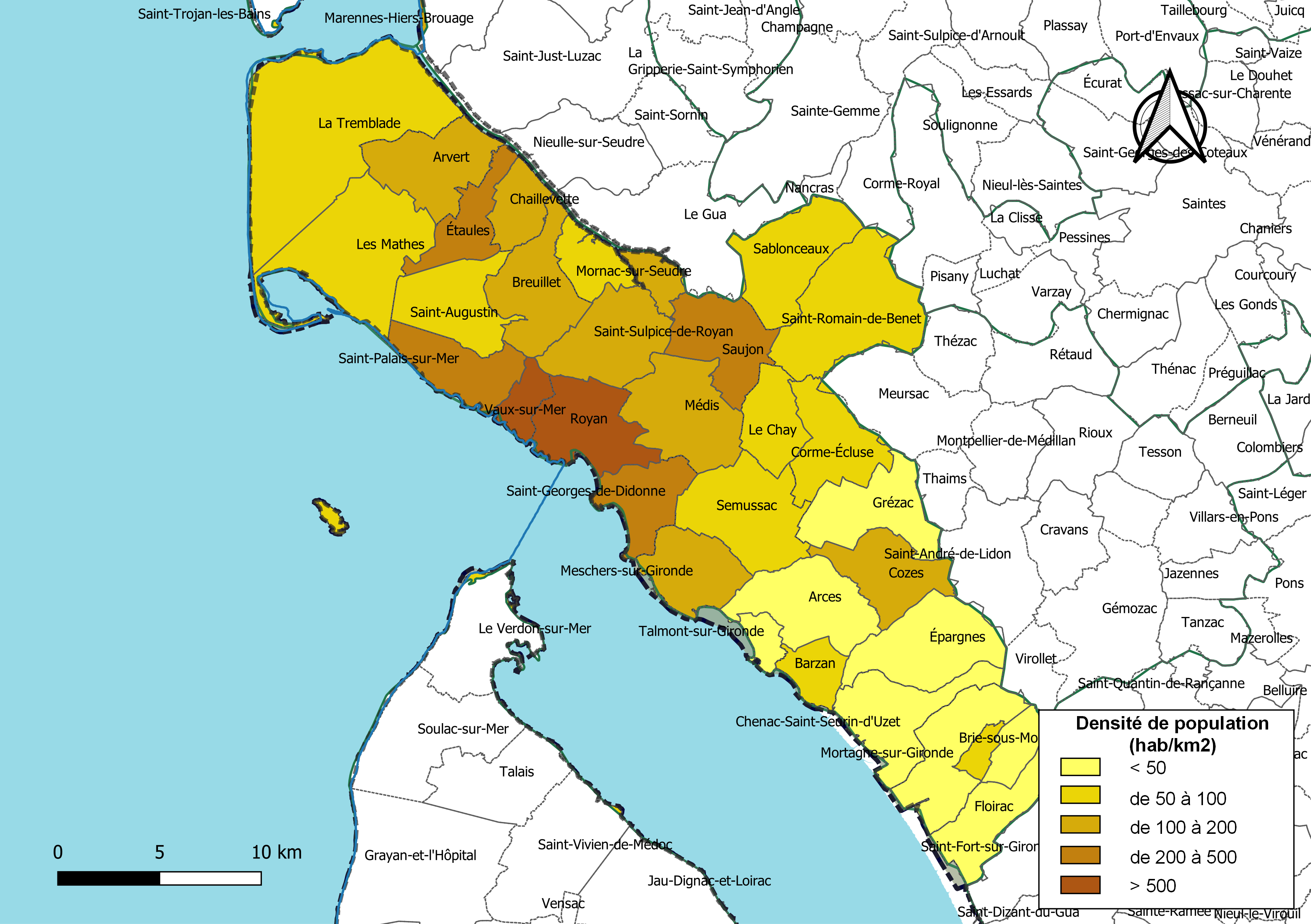
Carte des densités de population (millésimée 2016) des communes de la communauté d'agglomération Royan Atlantique. Composition en communes au 1er janvier 2019.

- 1 ville(s) de plus de 15 000 habitants : Royan.

### Composition
La communauté d'agglomération est composée des 33 communes suivantes :

| Nom                        | Code Insee | Gentilé            | Superficie (km2) | Population (dernière pop. légale) | Densité (hab./km2) |
| -------------------------- | ---------- | ------------------ | ---------------- | --------------------------------- | ------------------ |
| Royan (siège)              | 17306      | Royannais          | 19,3             | 19 322 (2022)                     | 1 001              |
| Arces                      | 17015      | Arcillons          | 21,74            | 715 (2022)                        | 33                 |
| Arvert                     | 17021      | Alvertons          | 26,22            | 3 875 (2022)                      | 148                |
| Barzan                     | 17034      | Barzanais          | 8,07             | 470 (2022)                        | 58                 |
| Boutenac-Touvent           | 17060      | Boutenacais        | 3,11             | 230 (2022)                        | 74                 |
| Breuillet                  | 17064      | Breuilletons       | 19,99            | 3 060 (2022)                      | 153                |
| Brie-sous-Mortagne         | 17068      | Briauds            | 7,22             | 238 (2022)                        | 33                 |
| Chaillevette               | 17079      | Chaillevettons     | 10,03            | 1 652 (2022)                      | 165                |
| Le Chay                    | 17097      | Chaytais           | 12,01            | 836 (2022)                        | 70                 |
| Chenac-Saint-Seurin-d'Uzet | 17098      | Chenacais          | 20,23            | 595 (2022)                        | 29                 |
| Corme-Écluse               | 17119      | Cormillons         | 17,49            | 1 278 (2022)                      | 73                 |
| Cozes                      | 17131      | Cozillons          | 16,56            | 2 223 (2022)                      | 134                |
| L'Éguille                  | 17151      | Éguillais          | 5,49             | 909 (2022)                        | 166                |
| Épargnes                   | 17152      | Épargnais          | 23,4             | 925 (2022)                        | 40                 |
| Étaules                    | 17155      | Étaulais           | 11,55            | 2 763 (2022)                      | 239                |
| Floirac                    | 17160      | Floiracais         | 16,02            | 427 (2022)                        | 27                 |
| Grézac                     | 17183      | Grézacais          | 20,06            | 951 (2022)                        | 47                 |
| Les Mathes                 | 17225      | Mathérons          | 34,38            | 2 184 (2022)                      | 64                 |
| Médis                      | 17228      | Médisais           | 23,46            | 3 041 (2022)                      | 130                |
| Meschers-sur-Gironde       | 17230      | Michelais          | 15,98            | 3 165 (2022)                      | 198                |
| Mornac-sur-Seudre          | 17247      | Mornaçons          | 9,5              | 867 (2022)                        | 91                 |
| Mortagne-sur-Gironde       | 17248      | Mortagnais         | 18,87            | 911 (2022)                        | 48                 |
| Sablonceaux                | 17307      | Sablonçonnais      | 22,09            | 1 413 (2022)                      | 64                 |
| Saint-Augustin             | 17311      | Saint-Augustiniens | 18,83            | 1 503 (2022)                      | 80                 |
| Saint-Georges-de-Didonne   | 17333      | Saint-Georgeais    | 10,58            | 5 093 (2022)                      | 481                |
| Saint-Palais-sur-Mer       | 17380      | Saint-Palaisien    | 15,69            | 3 879 (2022)                      | 247                |
| Saint-Romain-de-Benet      | 17393      | Saint-Rominois     | 32,78            | 1 777 (2022)                      | 54                 |
| Saint-Sulpice-de-Royan     | 17409      | Saint-Sulpiciens   | 20,81            | 3 417 (2022)                      | 164                |
| Saujon                     | 17421      | Saujonnais         | 18,07            | 7 314 (2022)                      | 405                |
| Semussac                   | 17425      | Semussacais        | 24,85            | 2 532 (2022)                      | 102                |
| Talmont-sur-Gironde        | 17437      | Talmonais          | 4,44             | 83 (2022)                         | 19                 |
| La Tremblade               | 17452      | Trembladais        | 69,13            | 4 543 (2022)                      | 66                 |
| Vaux-sur-Mer               | 17461      | Vauxois            | 5,97             | 4 030 (2022)                      | 675                |

### Démographie
| 1968   | 1975   | 1982   | 1990   | 1999   | 2006   | 2011   | 2016   | 2022   |
| ------ | ------ | ------ | ------ | ------ | ------ | ------ | ------ | ------ |
| 55 905 | 58 781 | 60 815 | 64 174 | 68 821 | 75 753 | 79 441 | 82 277 | 86 221 |

## Administration

### Siège
Le siège de la communauté d'agglomération est situé à Royan.

### Les élus
Le conseil communautaire de la communauté d'agglomération se compose de 63 conseillers, élus pour une durée de six ans.
Ils sont répartis comme suit :
| Nombre de conseillers | Communes                                                                             |
| --------------------- | ------------------------------------------------------------------------------------ |
| 14                    | Royan                                                                                |
| 5                     | Saujon                                                                               |
| 4                     | Saint-Georges-de-Didonne                                                             |
| 3                     | Saint-Palais-sur-Mer, La Tremblade                                                   |
| 2                     | Arvert, Breuillet, Médis, Meschers-sur-Gironde, Saint-Sulpice-de-Royan, Vaux-sur-Mer |
| 1 (+1 suppléant)      | les 22 autres communes                                                               |

### Présidence
À la suite des élections municipales et communautaires de 2020, le conseil communautaire est renouvelé et Vincent Barraud en est élu président. Il est assisté de douze vice-présidents et dix autres membres, qui l'assistent au sein du bureau communautaire.
| Période                                    | Période       | Identité               | Étiquette    | Qualité                                     |
| ------------------------------------------ | ------------- | ---------------------- | ------------ | ------------------------------------------- |
| Syndicat intercommunal à vocation multiple |               |                        |              |                                             |
| octobre 1968                               | mars 1989     | Jean‑Noël de Lipkowski | UDR puis RPR | Maire de Royan (1965 → 1977 et 1983 → 1989) |
| avril 1989                                 | décembre 1995 | Philippe Most          | RPR puis UMP | Maire de Royan (1989 → 2006)                |
| Communauté de communes                     |               |                        |              |                                             |
| décembre 1995                              | décembre 2001 | Philippe Most          | RPR puis UMP | Maire de Royan (1989 → 2006)                |
| Communauté d'agglomération                 |               |                        |              |                                             |
| décembre 2001                              | mars 2006     | Philippe Most          | RPR puis UMP | Maire de Royan (1989 → 2006)                |
| avril 2006                                 | juillet 2020  | Jean-Pierre Tallieu    | UMP puis UDI | Maire de La Tremblade (1992 → 2017)         |
| juillet 2020                               | En cours      | Vincent Barraud        | PRG          | Maire d'Étaules (1995 → )                   |

## Démarche de projet
- Le Conseil de développement de l'agglomération a été créé en mai 2001.

Le territoire a été reconnu pays au titre de la loi Pasqua par arrêté préfectoral du 10 juillet 1996 sur un périmètre constitué de 29 communes.

## Procédures et dispositifs contractuels
L'agglomération met en œuvre son projet de territoire avec : 
- un contrat d'agglomération signé entre la communauté d'agglomération et l'État le 24 juin 2005 ;
- un contrat de territoire (2004-2006) adopté par la commission permanente du conseil régional le 27 février 2004, contrat réorienté et adopté par la commission permanente du 25 octobre 2004.

## Fiscalité
La communauté d'agglomération Royan Atlantique a une politique de fiscalité très faible pour attirer les entreprises. La taxe professionnelle de 11,3 % prélevée sur le périmètre de la communauté en 2008 représentait le plus faible taux de France. La forte majoration décidée pour 2009 fait passer cette taxe à 12,3 % ce qui reste malgré tout faible puisque cela représente désormais le 5e taux le plus bas sur 171 communautés d'agglomérations. La taxe professionnelle unique (TPU) rapporte en 2009 8,45 millions d'euros.